# Reaktive Schwefelspezies
Reaktive Schwefelspezies (RSS) sind Schwefelverbindungen, die – in Analogie zu reaktiven Sauerstoffspezies (ROS) und reaktiven Stickstoffspezies (RNS) – redoxaktiv sind.

## Chemischer Hintergrund
Schwefel gehört wie Sauerstoff zur Gruppe der Chalkogene, also Elementen der Gruppe 16 im Periodensystem. Elemente dieser Gruppe haben sechs Elektronen in ihrer Valenzschale und teilen viele ihrer chemischen Eigenschaften. Dazu zählt auch, dass sie verschiedene Oxidationszustände einnehmen können. Während Sauerstoff Oxidationszustände zwischen −2 und 0 einnehmen kann, ist Schwefel in der Lage, Oxidationszustände zwischen −2 und +6 einzunehmen. Diese Vielzahl an möglichen Oxidationszuständen des Schwefels macht eine Vielzahl von Verbindungen unterschiedlicher Redox-Eigenschaften möglich.

## Eigenschaften
Reaktive Schwefelspezies wurden verschiedentlich definiert als schwefelhaltige eines hohen Oxidationszustandes, die in Zellen bei oxidativem Stress gebildet werden. Schwefelwasserstoff wird als reaktive Schwefelspezies bei entzündlichen Gelenkerkrankungen des Menschen gebildet.
Es gibt jedoch Reaktive Schwefelspezies, die unabhängig von oxidativem Stress in Zellen gebildet werden; dazu zählen schwefelhaltige Sekundärmetabolite von Pflanzen, wie etwa Allicin aus Knoblauch. Ferner gibt es auch schwefelhaltige Verbindungen, die als starke Reduktionsmittel wirken können, ähnlich wie Superoxid es bei den ROS eine stark reduzierende Verbindung darstellt. Ein Beispiel für ein reduzierendes RSS ist Schwefelwasserstoff. Aus diesem Grunde sollten Reaktive Schwefelspezies als redoxaktive, schwefelhaltige Verbindungen angesehen werden, die unter physiologischen Bedingungen in der Lage ist, Biomoleküle entweder zu oxidieren oder zu reduzieren.

## Vertreter
Man unterscheidet zwischen radikalischen und nichtradikalischen Vertretern von Reaktiven Schwefelspezies. Ein bedeutender Vertreter radikalischer RSS ist das Thiyl-Radikale.
Nichtradikalische RSS sind Disulfide, Sulfensäuren, Sulfinsäuren und Thiosulfinate sowie Sulfonsäuren und Thiosulfonate. Sie unterscheiden sich in Reaktivität und biologischer Bedeutung.